# Coppa Italia 2007-2008
La Coppa Italia 2007-2008 è stata la 61ª edizione della manifestazione calcistica, disputata dal 14 agosto 2007 al 24 maggio 2008.
A vincere il torneo fu la Roma, che prevalse sull'Inter: per la quarta stagione consecutiva, l'atto finale della competizione registrò un confronto tra le due squadre. Il trionfo dei giallorossi consentì loro di eguagliare il primato della Juventus con 9 affermazioni, numero successivamente migliorato dagli stessi bianconeri nel 2015.

## Formula
La struttura del torneo fu radicalmente innovata, a cominciare dalla partecipazione circoscritta alle sole società professionistiche militanti in Serie A e B. Il lotto di contendenti fu pertanto quantificabile in 42 formazioni, ognuna delle quali individuata da un numero di tabellone basato sui risultati nel precedente torneo e nel rispettivo campionato: la posizione 1 fu assegnata alla Roma campione uscente, con lo status di «teste di serie» riconosciuto anche a Inter, Lazio, Milan, Palermo, Fiorentina, Empoli e Sampdoria (ammesse alle coppe europee).
Gli incontri della fase eliminatoria si svolsero in gara unica, vedendo protagoniste le formazioni del torneo cadetto cui si aggiunsero Napoli e Genoa; nel terzo turno esordirono la Juventus — vincitrice dell'ultimo campionato di B — e 9 squadre della massima serie, posizionatesi dal 9º al 17º posto nella precedente stagione. A determinare gli incroci di tale fase fu il tabellone anziché un sorteggio, attribuendo il fattore campo alla squadra col numero più alto.
Il percorso eliminatorio qualificò 8 squadre, alle quali furono abbinate le «teste di serie» per la disputa degli ottavi di finale: questo turno, al pari dei quarti di finale e delle semifinali, si articolò con sfide di andata e ritorno. L'atto conclusivo venne invece programmato in gara secca, formato utilizzato per l'ultima volta nel 1980: la FIGC indicò l'Olimpico di Roma quale sede ospitante, con la presenza di Giorgio Napolitano — all'epoca presidente della Repubblica — allo stadio.

## Squadre partecipanti

### Serie A
| - Atalanta - Cagliari - Catania - Empoli - Fiorentina | - Genoa - Inter - Juventus - Lazio - Livorno | - Milan - Napoli - Palermo - Parma - Reggina | - Roma - Sampdoria - Siena - Torino - Udinese |

### Serie B
| - AlbinoLeffe - Ascoli - Avellino - Bari - Bologna - Brescia | - Cesena - Chievo - Frosinone - Grosseto - Lecce - Mantova | - Messina - Modena - Piacenza - Pisa - Ravenna | - Rimini - Spezia - Treviso - Triestina - Vicenza |

## Preliminari

### Primo turno
Le gare del primo turno si sono disputate il 14 e 15 agosto 2007.
| Squadra 1 | Risultato       | Squadra 2    |
| --------- | --------------- | ------------ |
| Rimini    | 6 - 0           | Frosinone    |
| Treviso   | 2 - 2 (4-3 dtr) | Lecce        |
| Messina   | 2 - 2 (3-4 dtr) | L.R. Vicenza |
| Bari      | 1 - 0           | AlbinoLeffe  |
| Bologna   | 2 - 1           | Modena       |
| Triestina | 1 - 0           | Mantova      |
| Piacenza  | 2 - 0           | Spezia       |
| Ravenna   | 1 - 0           | Chievo       |
| Genoa     | 2 - 1           | Grosseto     |
| Avellino  | 0 - 2           | Ascoli       |
| Napoli    | 4 - 0           | Cesena       |
| Pisa      | 2 - 1           | Brescia      |

| Arbitro: | Pierpaoli (Firenze) |

|                                                                    |           |  |
| Jeda 12’, 49’, 54’ (rig.) Vitiello 38’ Moscardelli 67’ Valiani 73’ | Marcatori |  |

| Arbitro: | Salati (Trento) |

|                                         |                      |                                              |
| Scaglia 55’ Šmit 115’                   | Marcatori            | 61’ Valdés 91’ Tiribocchi                    |
| Quadrini Guigou Venitucci Viali Scaglia | Tiri di rigore 4 – 3 | Tiribocchi Valdés Vives Giuliatto Diamoutene |

| Arbitro: | Cavarretta (Trapani) |

|                                        |                      |                                         |
| Degano 36’ Lazzari 73’                 | Marcatori            | 77’ Raimondi 90+4’ Scardina             |
| Degano Lazzari Parisi D'Aversa Coppola | Tiri di rigore 3 – 4 | Serafini Cudini Cavalli Helguera Rigoni |

| Arbitro: | Russo (Nola) |

|           |           |  |
| Donda 76’ | Marcatori |  |

| Arbitro: | Bergonzi (Genova) |

|                                 |           |           |
| Marazzina 65’ Carrus 75’ (rig.) | Marcatori | 48’ Bruno |

| Arbitro: | Tommasi (Bassano del Grappa) |

|                |           |  |
| Allegretti 72’ | Marcatori |  |

| Arbitro: | Orsato (Schio) |

|                            |           |  |
| Anaclerio 74’ Patrascu 87’ | Marcatori |  |

| Arbitro: | Pinzani (Empoli) |

|            |           |  |
| Fofana 87’ | Marcatori |  |

| Arbitro: | Marelli (Como) |

|                             |           |                |
| Milanetto 3’ Papa Waigo 16’ | Marcatori | 32’ Carparelli |

| Arbitro: | Scoditti (Bologna) |

|  |           |                  |
|  | Marcatori | 23’, 31’ Guberti |

| Arbitro: | Velotto (Grosseto) |

|                                                  |           |  |
| Calaiò 21’ Hamšík 40’ De Zerbi 74’ Domizzi 90+2’ | Marcatori |  |

| Arbitro: | Valeri (Roma 2) |

|                            |           |                |
| Ciotola 85’ Castillo 90+2’ | Marcatori | 56’ Possanzini |

### Secondo turno
Le gare del secondo turno si sono disputate il 18 agosto 2007.
| Squadra 1 | Risultato       | Squadra 2    |
| --------- | --------------- | ------------ |
| Bari      | 2 - 0           | L.R. Vicenza |
| Bologna   | 1 - 1 (4-5 dtr) | Triestina    |
| Ravenna   | 1 - 2           | Piacenza     |
| Ascoli    | 3 - 2 (dts)     | Genoa        |
| Rimini    | 3 - 1           | Treviso      |
| Napoli    | 3 - 1 (dts)     | Pisa         |

Note
1. ↑  Inversione di campo rispetto all'esito del sorteggio.

| Arbitro: | Scoditti (Bologna) |

|                             |           |  |
| Lanzafame 40’ Santoruvo 57’ | Marcatori |  |

| Arbitro: | Cavarretta (Trapani) |

|                                        |                      |                                          |
| Mingazzini 20’                         | Marcatori            | 71’ Graffiedi                            |
| Marazzina Mingazzini Terzi Daino Moras | Tiri di rigore 3 – 4 | Pesaresi Testini Graffiedi Sgrigna Rossi |

| Arbitro: | Russo (Nola) |

|          |           |                            |
| Aloe 38’ | Marcatori | 48’ Wolf 62’ (rig.) Guzman |

| Arbitro: | Valeri (Roma 2) |

|                                   |           |                            |
| Soncin 33’ Melucci 87’ Centi 114’ | Marcatori | 54’ Di Vaio 89’ Papa Waigo |

| Arbitro: | Tommasi (Bassano del Grappa) |

|                                     |           |                        |
| Valiani 7’ Ricchiuti 28’ Pagano 41’ | Marcatori | 90+3’ (aut.) Cristiano |

| Arbitro: | Pinzani (Empoli) |

|                         |           |             |
| Lavezzi 50’, 103’, 119’ | Marcatori | 19’ Kutuzov |

### Terzo turno
Le gare del terzo turno si sono disputate il 29 agosto 2007.
| Squadra 1 | Risultato       | Squadra 2 |
| --------- | --------------- | --------- |
| Torino    | 3 - 2 (dts)     | Rimini    |
| Cagliari  | 2 - 1           | Siena     |
| Udinese   | 3 - 0           | Bari      |
| Triestina | 0 - 0 (2-4 dtr) | Catania   |
| Napoli    | 1 - 1 (4-3 dtr) | Livorno   |
| Ascoli    | 2 - 1 (dts)     | Atalanta  |
| Parma     | 1 - 3           | Juventus  |
| Reggina   | 3 - 2           | Piacenza  |

| Arbitro: | De Marco (Chiavari) |

|                                   |           |                           |
| Ventola 22’ Barone 42’ Rosina 97’ | Marcatori | 85’ Valiani 87’ Ricchiuti |

| Arbitro: | Mazzoleni (Bergamo) |

|                      |           |                 |
| Acquafresca 17’, 62’ | Marcatori | 90+2’ Maccarone |

| Arbitro: | Pierpaoli (Firenze) |

|                                        |           |  |
| Paolucci 37’, 87’ Di Natale 53’ (rig.) | Marcatori |  |

| Arbitro: | Gava (Conegliano) |

|                                   |                      |                              |
| Graffiedi Granoche Milani Testini | Tiri di rigore 2 – 4 | Mascara Baiocco Stovini Izco |

| Arbitro: | Celi (Campobasso) |

|                                   |                      |                                        |
| Domizzi 89’                       | Marcatori            | 82’ Tavano                             |
| Domizzi Calaiò Dalla Bona Gargano | Tiri di rigore 3 – 2 | Diamanti Rossini Loviso Balleri Tavano |

| Arbitro: | Banti (Livorno) |

|                             |           |            |
| Di Donato 38’ Soncin 120+1’ | Marcatori | 51’ Padoin |

| Arbitro: | Bergonzi (Genova) |

|                       |           |                                           |
| Castellini 75’ (rig.) | Marcatori | 62’ Molinaro 73’ Almiron 82’ Salihamidzic |

| Arbitro: | Palanca (Roma 1) |

|                                  |           |                        |
| Cozza 4’ Ceravolo 9’ Barreto 73’ | Marcatori | 32’ Bianchi 42’ Guzman |

## Fase finale

### Ottavi di finale
Le gare di andata degli ottavi di finale si sono disputate dal 6 al 20 dicembre 2007, quelle di ritorno il 15-16 e 17 gennaio 2008.
| Squadra 1 | Totale | Squadra 2  | Andata | Ritorno |
| --------- | ------ | ---------- | ------ | ------- |
| Empoli    | 5 - 6  | Juventus   | 2 - 1  | 3 - 5   |
| Ascoli    | 1 - 3  | Fiorentina | 1 - 1  | 0 - 2   |
| Cagliari  | 1 - 4  | Sampdoria  | 1 - 0  | 0 - 4   |
| Lazio     | 3 - 2  | Napoli     | 2 - 1  | 1 - 1   |
| Reggina   | 1 - 7  | Inter      | 1 - 4  | 0 - 3   |
| Torino    | 3 - 5  | Roma       | 3 - 1  | 0 - 4   |
| Udinese   | 1 - 0  | Palermo    | 0 - 0  | 1 - 0   |
| Milan     | 2 - 3  | Catania    | 1 - 2  | 1 - 1   |

#### Andata
| Arbitro: | Farina (Novi Ligure) |

|                     |           |              |
| Pozzi 20’ Abate 51’ | Marcatori | 81’ Iaquinta |

| Arbitro: | Valeri (Roma 2) |

|             |           |              |
| Guberti 79’ | Marcatori | 30’ Krøldrup |

| Arbitro: | Palanca (Roma 1) |

|           |           |  |
| Matri 73’ | Marcatori |  |

| Arbitro: | Stefanini (Prato) |

|                              |           |                |
| De Silvestri 67’ Baronio 71’ | Marcatori | 28’ Dalla Bona |

| Arbitro: | Trefoloni (Siena) |

|               |           |                                          |
| Pettinari 50’ | Marcatori | 14’ Crespo 30’, 85’ Balotelli 61’ Solari |

| Arbitro: | Girardi (San Donà di Piave) |

|                             |           |               |
| Recoba 12’, 50’ Comotto 88’ | Marcatori | 45+1’ Mancini |

| Udine 19 dicembre 2007, ore 15:30 CET | Udinese         | 0 – 0 referto | Palermo | Stadio Friuli (1.695 spett.)\| Arbitro: \| Ciampi (Roma 1) \| |
| Arbitro:                              | Ciampi (Roma 1) |               |         |                                                               |

| Arbitro: | Bergonzi (Genova) |

|              |           |                         |
| Paloschi 59’ | Marcatori | 19’ Spinesi 27’ Mascara |

#### Ritorno
| Arbitro: | Gervasoni (Mantova) |

|                                                                 |           |                               |
| Marchionni 3’ Nedvěd 10’ Iaquinta 48’, 60’ Del Piero 76’ (rig.) | Marcatori | 32’ Antonini 45+1’, 50’ Pozzi |

| Arbitro: | Lops (Torino) |

|                  |           |  |
| Pazzini 60’, 73’ | Marcatori |  |

| Arbitro: | Velotto (Grosseto) |

|                                        |           |  |
| Bonazzoli 4’, 89’ Sala 48’ Palombo 75’ | Marcatori |  |

| Arbitro: | Mazzoleni (Bergamo) |

|             |           |          |
| Domizzi 79’ | Marcatori | 55’ Tare |

| Arbitro: | Salati (Trento) |

|                                          |           |  |
| Crespo 34’ Cascione 45’ (aut.) César 90’ | Marcatori |  |

| Arbitro: | Dondarini (Finale Emilia) |

|                                             |           |  |
| Mancini 60’ Totti 62’, 73’ (rig.) Giuly 90’ | Marcatori |  |

| Arbitro: | Russo (Nola) |

|  |           |                    |
|  | Marcatori | 90+1’ Floro Flores |

| Arbitro: | Ayroldi (Molfetta) |

|            |           |              |
| Vargas 11’ | Marcatori | 68’ Paloschi |

### Quarti di finale
Le gare di andata dei quarti di finale si sono disputate il 23 e 24 gennaio 2008, quelle di ritorno il 29 e 30 gennaio 2008.
| Squadra 1 | Totale | Squadra 2  | Andata | Ritorno |
| --------- | ------ | ---------- | ------ | ------- |
| Sampdoria | 1 - 2  | Roma       | 1 - 1  | 0 - 1   |
| Udinese   | 4 - 4  | Catania    | 3 - 2  | 1 - 2   |
| Lazio     | 4 - 2  | Fiorentina | 2 - 1  | 2 - 1   |
| Inter     | 5 - 4  | Juventus   | 2 - 2  | 3 - 2   |

#### Andata
| Arbitro: | Morganti (Ascoli Piceno) |

|             |           |             |
| Ziegler 62’ | Marcatori | 70’ Vucinic |

| Arbitro: | De Marco (Chiavari) |

|                                          |           |                       |
| Ferronetti 9’ Pepe 71’ (rig.) Felipe 76’ | Marcatori | 12’ Izco 31’ Martínez |

| Arbitro: | Saccani (Mantova) |

|                         |           |             |
| Kolarov 21’ Behrami 22’ | Marcatori | 40’ Pazzini |

| Arbitro: | Farina (Novi Ligure) |

|               |           |                            |
| Cruz 53’, 74’ | Marcatori | 79’ Del Piero 85’ Boumsong |

#### Ritorno
| Arbitro: | Ayroldi (Molfetta) |

|             |           |  |
| Mancini 60’ | Marcatori |  |

| Arbitro: | Tagliavento (Terni) |

|                                 |           |         |
| Spinesi 44’ (rig.) Morimoto 89’ | Marcatori | 1’ Pepe |

| Arbitro: | Brighi (Cesena) |

|             |           |                        |
| Semioli 16’ | Marcatori | 34’ Kolarov 62’ Rocchi |

| Arbitro: | Saccani (Mantova) |

|                            |           |                                    |
| Del Piero 14’ Iaquinta 31’ | Marcatori | 10’, 53’ Balotelli 39’ (rig.) Cruz |

### Semifinali
Le gare di andata delle semifinali si sono disputate il 16 aprile 2008, quelle di ritorno il 7 e 8 maggio 2008.
| Squadra 1 | Totale | Squadra 2 | Andata | Ritorno |
| --------- | ------ | --------- | ------ | ------- |
| Roma      | 2 - 1  | Catania   | 1 - 0  | 1 - 1   |
| Inter     | 2 - 0  | Lazio     | 0 - 0  | 2 - 0   |

#### Andata
| Arbitro: | Ayroldi (Molfetta) |

|           |           |  |
| Totti 46’ | Marcatori |  |

| Milano 16 aprile 2008, ore 20:45 CEST | Inter            | 0 – 0 referto | Lazio | Stadio Giuseppe Meazza (11.016 spett.)\| Arbitro: \| Rocchi (Firenze) \| |
| Arbitro:                              | Rocchi (Firenze) |               |       |                                                                          |

#### Ritorno
| Arbitro: | Morganti (Ascoli Piceno) |

|               |           |                     |
| Silvestri 28’ | Marcatori | 27’ (rig.) Aquilani |

| Arbitro: | Saccani (Mantova) |

|  |           |                   |
|  | Marcatori | 51’ Pelé 85’ Cruz |

### Finale
La finale si è disputata in gara unica allo Stadio Olimpico di Roma il 24 maggio 2008.
| Arbitro: | Morganti (Ascoli Piceno) |

|                        |           |          |
| Mexès 36’ Perrotta 54’ | Marcatori | 61’ Pelé |

| Roma | Inter |

#### Formazioni
| Roma (4-2-3-1)    |    |                      |         |
|                   |    |                      |         |
| POR               | 32 | Doni                 |         |
| DIF               | 77 | Marco Cassetti       |         |
| DIF               | 5  | Philippe Mexès       |         |
| DIF               | 4  | Juan                 |         |
| DIF               | 22 | Max Tonetto          |         |
| MED               | 16 | Daniele De Rossi (C) |         |
| MED               | 7  | David Pizarro        |         |
| CEN               | 14 | Ludovic Giuly        | 67’     |
| CEN               | 8  | Alberto Aquilani     | 90+1’   |
| CEN               | 20 | Simone Perrotta      | 55’ 73’ |
| ATT               | 9  | Mirko Vučinić        | 73’     |
| A disposizione:   |    |                      |         |
| POR               | 1  | Gianluca Curci       |         |
| DIF               | 2  | Christian Panucci    | 90+1’   |
| DIF               | 3  | Cicinho              | 67’     |
| DIF               | 15 | Vitorino Antunes     |         |
| ATT               | 18 | Mauro Esposito       |         |
| CEN               | 30 | Mancini              |         |
| CEN               | 33 | Matteo Brighi        | 73’     |
| Allenatore:       |    |                      |         |
| Luciano Spalletti |    |                      |         |

| Inter (4-4-2)   |    |                    |         |
|                 |    |                    |         |
| POR             | 1  | Francesco Toldo    | 54’     |
| DIF             | 13 | Maicon             |         |
| DIF             | 16 | Nicolás Burdisso   | 73’     |
| DIF             | 26 | Cristian Chivu     |         |
| DIF             | 6  | Maxwell            |         |
| CEN             | 4  | Javier Zanetti (C) | 90+1’   |
| CEN             | 14 | Patrick Vieira     | 61’     |
| CEN             | 31 | César              | 62’     |
| CEN             | 5  | Dejan Stanković    | 46’     |
| ATT             | 29 | David Suazo        |         |
| ATT             | 45 | Mario Balotelli    |         |
| A disposizione: |    |                    |         |
| POR             | 12 | Júlio César        |         |
| CEN             | 11 | Luis Jiménez       | 62’     |
| ATT             | 18 | Hernán Crespo      | 90+1’   |
| CEN             | 21 | Santiago Solari    |         |
| CEN             | 28 | Maniche            |         |
| CEN             | 30 | Pelé               | 86’ 46’ |
| DIF             | 40 | Ivan Fatić         |         |
| Allenatore:     |    |                    |         |
| Roberto Mancini |    |                    |         |

## Tabellone (dagli ottavi)
|  | Ottavi di finale | Ottavi di finale | Ottavi di finale | Ottavi di finale |   |           | Quarti di finale | Quarti di finale | Quarti di finale | Quarti di finale |  |       | Semifinali | Semifinali | Semifinali | Semifinali |      |   | Finale | Finale |
|  |                  |                  |                  |                  |   |           |                  |                  |                  |                  |  |       |            |            |            |            |      |   |        |        |
|  | Cagliari         | 1                | 0                | 1                |   |           |                  |                  |                  |                  |  |       |            |            |            |            |      |   |        |        |
|  | Sampdoria        | 0                | 4                | 4                |   |           |                  |                  |                  |                  |  |       |            |            |            |            |      |   |        |        |
|  | Sampdoria        | 0                | 4                | 4                |   | Sampdoria | 1                | 0                | 1                |                  |  |       |            |            |            |            |      |   |        |        |
|  |                  |                  |                  |                  |   | Sampdoria | 1                | 0                | 1                |                  |  |       |            |            |            |            |      |   |        |        |
|  |                  | Roma             | 1                | 1                | 2 |           |                  |                  |                  |                  |  |       |            |            |            |            |      |   |        |        |
|  | Torino           | Roma             | 1                | 1                | 2 | 3         | 0                | 3                |                  |                  |  |       |            |            |            |            |      |   |        |        |
|  | Torino           |                  |                  |                  |   | 3         | 0                | 3                |                  |                  |  |       |            |            |            |            |      |   |        |        |
|  | Roma             | 1                | 4                | 5                |   |           |                  |                  |                  |                  |  |       |            |            |            |            |      |   |        |        |
|  | Roma             | 1                | 4                | 5                |   |           |                  |                  |                  |                  |  | Roma  | 1          | 1          | 2          |            |      |   |        |        |
|  |                  |                  |                  |                  |   |           |                  |                  |                  |                  |  | Roma  | 1          | 1          | 2          |            |      |   |        |        |
|  |                  | Catania          | 0                | 1                | 1 |           |                  |                  |                  |                  |  |       |            |            |            |            |      |   |        |        |
|  | Udinese          | Catania          | 0                | 1                | 1 | 0         | 1                | 2                |                  |                  |  |       |            |            |            |            |      |   |        |        |
|  | Udinese          |                  |                  |                  |   | 0         | 1                | 2                |                  |                  |  |       |            |            |            |            |      |   |        |        |
|  | Palermo          | 0                | 0                | 0                |   |           |                  |                  |                  |                  |  |       |            |            |            |            |      |   |        |        |
|  | Palermo          | 0                | 0                | 0                |   | Udinese   | 3                | 1                | 4                |                  |  |       |            |            |            |            |      |   |        |        |
|  |                  |                  |                  |                  |   | Udinese   | 3                | 1                | 4                |                  |  |       |            |            |            |            |      |   |        |        |
|  |                  | Catania          | 2                | 2                | 4 |           |                  |                  |                  |                  |  |       |            |            |            |            |      |   |        |        |
|  | Milan            | Catania          | 2                | 2                | 4 | 1         | 1                | 2                |                  |                  |  |       |            |            |            |            |      |   |        |        |
|  | Milan            |                  |                  |                  |   | 1         | 1                | 2                |                  |                  |  |       |            |            |            |            |      |   |        |        |
|  | Catania          | 2                | 1                | 3                |   |           |                  |                  |                  |                  |  |       |            |            |            |            |      |   |        |        |
|  | Catania          | 2                | 1                | 3                |   |           |                  |                  |                  |                  |  |       |            |            |            |            | Roma | 2 |        |        |
|  |                  |                  |                  |                  |   |           |                  |                  |                  |                  |  |       |            |            |            |            |      | 2 |        |        |
|  |                  | Inter            | 1                |                  |   |           |                  |                  |                  |                  |  |       |            |            |            |            |      |   |        |        |
|  | Reggina          | Inter            | 1                | 1                | 0 | 1         |                  |                  |                  |                  |  |       |            |            |            |            |      |   |        |        |
|  | Reggina          |                  |                  | 1                | 0 | 1         |                  |                  |                  |                  |  |       |            |            |            |            |      |   |        |        |
|  | Inter            | 4                | 3                | 7                |   |           |                  |                  |                  |                  |  |       |            |            |            |            |      |   |        |        |
|  | Inter            | 4                | 3                | 7                |   | Inter     | 2                | 3                | 5                |                  |  |       |            |            |            |            |      |   |        |        |
|  |                  |                  |                  |                  |   | Inter     | 2                | 3                | 5                |                  |  |       |            |            |            |            |      |   |        |        |
|  |                  | Juventus         | 2                | 2                | 4 |           |                  |                  |                  |                  |  |       |            |            |            |            |      |   |        |        |
|  | Empoli           | Juventus         | 2                | 2                | 4 | 2         | 3                | 5                |                  |                  |  |       |            |            |            |            |      |   |        |        |
|  | Empoli           |                  |                  |                  |   | 2         | 3                | 5                |                  |                  |  |       |            |            |            |            |      |   |        |        |
|  | Juventus         | 1                | 5                | 6                |   |           |                  |                  |                  |                  |  |       |            |            |            |            |      |   |        |        |
|  | Juventus         | 1                | 5                | 6                |   |           |                  |                  |                  |                  |  | Inter | 0          | 2          | 2          |            |      |   |        |        |
|  |                  |                  |                  |                  |   |           |                  |                  |                  |                  |  | Inter | 0          | 2          | 2          |            |      |   |        |        |
|  |                  | Lazio            | 0                | 0                | 0 |           |                  |                  |                  |                  |  |       |            |            |            |            |      |   |        |        |
|  | Lazio            | Lazio            | 0                | 0                | 0 | 2         | 1                | 3                |                  |                  |  |       |            |            |            |            |      |   |        |        |
|  | Lazio            |                  |                  |                  |   | 2         | 1                | 3                |                  |                  |  |       |            |            |            |            |      |   |        |        |
|  | Napoli           | 1                | 1                | 2                |   |           |                  |                  |                  |                  |  |       |            |            |            |            |      |   |        |        |
|  | Napoli           | 1                | 1                | 2                |   | Lazio     | 2                | 2                | 4                |                  |  |       |            |            |            |            |      |   |        |        |
|  |                  |                  |                  |                  |   | Lazio     | 2                | 2                | 4                |                  |  |       |            |            |            |            |      |   |        |        |
|  |                  | Fiorentina       | 1                | 1                | 2 |           |                  |                  |                  |                  |  |       |            |            |            |            |      |   |        |        |
|  | Ascoli           | Fiorentina       | 1                | 1                | 2 | 1         | 0                | 1                |                  |                  |  |       |            |            |            |            |      |   |        |        |
|  | Ascoli           |                  |                  |                  |   | 1         | 0                | 1                |                  |                  |  |       |            |            |            |            |      |   |        |        |
|  | Fiorentina       | 1                | 2                | 3                |   |           |                  |                  |                  |                  |  |       |            |            |            |            |      |   |        |        |

## Classifica marcatori
Dati aggiornati al 24 maggio 2008.
| Gol | Rigori |  | Giocatore            | Squadra            |
| --- | ------ |  | -------------------- | ------------------ |
| 4   |        |  | Mario Balotelli      | Inter              |
| 4   |        |  | Julio Cruz           | Inter              |
| 4   |        |  | Vincenzo Iaquinta    | Juventus           |
| 3   |        |  | Francesco Totti      | Roma               |
| 3   |        |  | Alessandro Del Piero | Juventus           |
| 3   |        |  | Maurizio Domizzi     | Napoli             |
| 3   |        |  | Stefano Guberti      | Ascoli             |
| 3   |        |  | Jeda                 | Rimini / Cagliari  |
| 3   |        |  | Ezequiel Lavezzi     | Napoli             |
| 3   |        |  | Mancini              | Roma               |
| 3   |        |  | Giampaolo Pazzini    | Fiorentina         |
| 3   |        |  | Nicola Pozzi         | Empoli             |
| 3   |        |  | Francesco Valiani    | Rimini / Bologna   |
| 2   |        |  | Robert Acquafresca   | Cagliari           |
| 2   |        |  | Emiliano Bonazzoli   | Sampdoria          |
| 2   |        |  | Hernán Crespo        | Inter              |
| 2   |        |  | Tomás Guzmán         | Piacenza           |
| 2   |        |  | Aleksandar Kolarov   | Lazio              |
| 2   |        |  | Alberto Paloschi     | Milan              |
| 2   |        |  | Michele Paolucci     | Udinese / Atalanta |
| 2   |        |  | Papa Waigo           | Genoa / Fiorentina |
| 2   |        |  | Simone Pepe          | Udinese            |
| 2   |        |  | Álvaro Recoba        | Torino             |
| 2   |        |  | Adrián Ricchiuti     | Rimini             |
| 2   |        |  | Andrea Soncin        | Ascoli             |
| 2   |        |  | Gionatha Spinesi     | Catania            |